# Lipocarpha constricta
Lipocarpha constricta là loài thực vật có hoa trong họ Cói. Loài này được Goetgh. mô tả khoa học đầu tiên năm 1989.